# Nekrolog 1368
Nekrolog
◄◄
| ◄
| 1364
| 1365
| 1366
| 1367
| 1368 | 1369 | 1370 | 1371 | 1372 | ► | ►►
Weitere Ereignisse | Allgemeiner Nekrolog 1368
Die Beschreibung der verstorbenen Person sollte so kurz wie möglich gehalten sein und nur deren signifikante Tätigkeit(en) enthalten.
Neue Namen ggf. auch unter dem Geburts- und Sterbedatum, also etwa unter 1. Januar und im Geburts- und Sterbejahr (2024) eintragen (nur bei entsprechender großer Wichtigkeit). Für Beispiele siehe die schon vorhandenen Artikel.
Außerdem über die fünf zuletzt Verstorbenen, zu denen es einen ausreichend guten Artikel für eine Präsentation auf der Hauptseite gibt, nach der todesbedingten Überarbeitung der Artikel ggf. auch unter Wikipedia Diskussion:Hauptseite informieren und sie am besten auch in den anderen Wikipedia-Sprachversionen eintragen. Tipp: Regelmäßig bei news.google.de nach „ist tot“, „gestorben“ oder „verstorben“ suchen.
Wenn eine Person gestorben ist, gibt es viele Seiten zu dieser Person in der Wikipedia, die davon auch betroffen sind und entsprechend aktualisiert werden müssen. Beispiele: Namenübersichtsseite, Geburtsjahr, Geburtsort-Seiten und viele mehr.
Wie finde ich die betroffenen Seiten?
Im Suchfeld auf der linken Seite gibt man den Suchbegriff so ein: „Vorname Nachname“. Dann klickt man auf Volltext und alle Seiten mit entsprechendem Suchtext werden aufgerufen. Hier sieht man dann schnell, wo auch das Todesjahr Sinn macht oder sogar ein Teil des Artikels angepasst werden muss. Auch hilft das „Werkzeug“ auf der linken Seite sehr gut, um solche Seiten aufzufinden: „Links auf diese Seite“. Somit ist die Wikipedia wieder aktuell in allen Bereichen! Hinweis: bei Eintragung der Kategorie „Gestorben JAHR“ wird der Missbrauchsfilter 49 ausgelöst, was jedoch nicht schlimm ist. Siehe: Spezial:Missbrauchsfilter/49
Dies ist eine Liste von im Jahr 1368 verstorbenen bekannten Persönlichkeiten. Die Einträge erfolgen innerhalb der einzelnen Daten alphabetisch sortiert. Tiere sind im Nekrolog für Tiere zu finden.

## Januar
| Tag        | Name         | Beruf, bekannt als | Alter | Beleg |
| ---------- | ------------ | ------------------ | ----- | ----- |
| 13. Januar | Marco Corner | Doge von Venedig   |       |       |

## Februar
| Tag         | Name                  | Beruf, bekannt als         | Alter | Beleg |
| ----------- | --------------------- | -------------------------- | ----- | ----- |
| 21. Februar | Friedrich von Zollern | Fürstbischof in Regensburg |       |       |

## März
| Tag      | Name        | Beruf, bekannt als                                          | Alter | Beleg |
| -------- | ----------- | ----------------------------------------------------------- | ----- | ----- |
| 29. März | Go-Murakami | 97. Kaiser von Japan (18. September 1339 bis 29. März 1368) |       |       |

## Juli
| Tag      | Name                | Beruf, bekannt als                     | Alter | Beleg |
| -------- | ------------------- | -------------------------------------- | ----- | ----- |
| 17. Juli | Otto II. von Wettin | deutscher römisch-katholischer Bischof |       |       |
| 26. Juli | Nicola Capocci      | Kardinal der katholischen Kirche       |       |       |
| 26. Juli | Ulrich I.           | Sohn des Grafen Friedrich I.           |       |       |
| 28. Juli | Bolko II.           | Herzog von Schweidnitz (1326–1368)     | 60    |       |

## August
| Tag        | Name                        | Beruf, bekannt als                                                          | Alter | Beleg |
| ---------- | --------------------------- | --------------------------------------------------------------------------- | ----- | ----- |
| 24. August | Barnim III.                 | Herzog von Pommern-Stettin                                                  |       |       |
| 25. August | Engelbert III. von der Mark | deutscher römisch-katholischer Geistlicher; Erzbischof von Köln (1364–1368) |       |       |
| 25. August | Orcagna                     | florentinischer Maler, Bildhauer und Architekt                              |       |       |

## September
| Tag           | Name                 | Beruf, bekannt als                                                          | Alter | Beleg |
| ------------- | -------------------- | --------------------------------------------------------------------------- | ----- | ----- |
| 12. September | Blanche of Lancaster | erste Frau von John of Gaunt, 1. Duke of Lancaster und Mutter von Henry IV. |       |       |

## Oktober
| Tag         | Name                                   | Beruf, bekannt als                                           | Alter | Beleg |
| ----------- | -------------------------------------- | ------------------------------------------------------------ | ----- | ----- |
| 2. Oktober  | Anna von Kaschin                       | Fürstin aus dem Fürstengeschlecht der Rurikiden und Heilige. |       |       |
| 17. Oktober | Lionel of Antwerp, 1. Duke of Clarence | Sohn König Eduards III. von England                          | 29    |       |

## November
| Tag         | Name   | Beruf, bekannt als         | Alter | Beleg |
| ----------- | ------ | -------------------------- | ----- | ----- |
| 9. November | Johann | Graf von Kleve (1347–1368) |       |       |

## Dezember
| Tag          | Name                       | Beruf, bekannt als   | Alter | Beleg |
| ------------ | -------------------------- | -------------------- | ----- | ----- |
| 30. Dezember | Heinrich III. von Schönegg | Bischof von Augsburg |       |       |

## Datum unbekannt
| Tag | Name                        | Beruf, bekannt als                                                  | Alter | Beleg |
| --- | --------------------------- | ------------------------------------------------------------------- | ----- | ----- |
|     | Erich II.                   | Herzog von Sachsen-Lauenburg                                        |       |       |
|     | Guy de Chauliac             | französischer Mediziner                                             |       |       |
|     | Heinrich                    | Graf von Nassau-Hadamar                                             |       |       |
|     | Henry Percy, 3. Baron Percy | englischer Magnat und Diplomat                                      |       |       |
|     | Klara                       | Gräfin von Freiburg                                                 |       |       |
|     | Konrad von Kreuznach        | deutscher Lyriker (Minnesänger) und Musiker                         |       |       |
|     | Moritz von Oldenburg        | unbestätigter Erzbischof von Bremen, Sohn Johanns II. von Oldenburg |       |       |